# 中国人民解放军陆军第九五〇医院
中国人民解放军陆军第九五〇医院，位于新疆维吾尔自治区叶城县幸福南路9号，隶属中国人民解放军南疆军区。

## 简介
中国人民解放军第十八医院位于新疆叶城县，叶城县是国家级贫困县，自然环境十分恶劣。该医院在搞好部队卫勤保障工作的同时，数十年坚持开展医疗助民、帮教助学、扶贫帮困等活动。2010年6月，兰州军区兰州总医院遵照中华人民共和国卫生部、中国人民解放军总后勤部卫生部《关于进一步加强对新疆、西藏地区县医院对口支援工作的通知》要求，分别和新疆博尔塔拉自治州人民医院、中国人民解放军第十八医院签订帮扶协议书，结成帮扶对子。
该医院隶属中国人民解放军南疆军区。

## 历任领导
| 院长 …… - 王引虎（？—？） - 毛忠（？—） | 政治委员 …… - 王学恭（？—？） - 龚镜权（？—） |